# Cédric Le Maoût
Cédric Le Maoût est un acteur et réalisateur français né le 19 novembre 1987 à Lille.

## Biographie
Cédric Le Maoût commence sa formation artistique par le piano au conservatoire de Lille avant d’intégrer le Cours Florent. Il y suit notamment l’enseignement de Claude Mathieu, sociétaire de la Comédie-Française. Il se forme également au Théâtre national de la Colline (parcours théâtral). Diplômé du cours Florent, il tourne pour la télévision et le cinéma devant la caméra de Henri Helman (La saison des immortelles / France 3), Jacques Maillot (Un singe sur le dos / Arte), Jérôme Boivin (Vital désir / France 3), Stan Neumann (L’œil de l’astronome). Il réalise ensuite son premier court-métrage, « Quelque chose à vendre ». Le film, écrit par Claude d'Anna, a pour interprètes principaux Sophie Bourdon, Philippe Peltier et lui-même. « Quelque chose à vendre » a été projeté pour la première fois le 30 septembre 2010 à l’UGC Ciné Cité de Lille. Parallèlement, Cédric Le Maoût est gérant de la société de production « Film en cour(t)s ».

## Filmographie

### Comme acteur

#### Cinéma
- 2011 : L'Œil de l'astronome de Stan Neumann : le frère du gamin
- 2012 : Les Beaux jours de Marion Vernoux
- 2014 : La prochaine fois je viserai le cœur de Cédric Anger

#### Court métrage
- 2010 : Quelque chose à vendre de Cédric Le Maoût : Nicolas

#### Télévision
- 2007 : Les camarades de François Luciani : voix
- 2008 : On choisit pas ses parents de Thierry Binisti : voix
- 2009 : La Saison des immortelles de Henri Helman : Morois
- 2009 : Un singe sur le dos de Jacques Maillot : le serveur de la friterie
- 2010 : Vital Désir de Jérôme Boivin : le réceptionniste
- 2012 : Chambre 327 de Benoît d'Aubert : Cédric
- 2014 : Une vie en Nord de Williams Crépin : Louis
- 2016 : Albert Major parlait trop d'Eric Woreth
- 2017 : Capitaine Marleau (Chambre avec vue)
- 2019 : Scènes de ménages (La ch'tite compét)
- 2021 : L'Absente, mini-série de Karim Ouaret : Max
- 2021 : Les Invisibles : le propriétaire (saison 1 épisode 5)
- 2021 : HPI (saison 2, épisode 3 « Made in France »), réalisé par Vincent Jamain : Jérôme
- 2025 : Un dimanche de chasse de Catherine Klein : Enzo Monin

### Comme réalisateur
- 2010 : Quelque chose à vendre (court-métrage)